# Lepidium coronopus
Lepidium coronopus — вид рослин родини капустяні (Brassicaceae). Етимологія: від грецького corono — «корона», pus — «ступня»

## Морфологія
Це однорічна трав'яниста рослина від 5 до 30 см завдовжки. Стебла сланкі або злегка висхідні, розгалужені й голі. Листя стеблове 15–55 (65) × 9–25 мм; базальне — до 120 × 20 мм. Чотири пелюстки довжиною всього близько 1–2 мм, білі. Плоди 2,5–4 (4,5) × 3,4–4,2 мм. Насіння жовтувато-коричневе й має довжину від 2 до 2,5 мм.

## Поширення
Батьківщина: Північна Африка: Алжир; Єгипет; Лівія; Марокко; Туніс. Кавказ: Вірменія; Азербайджан; Грузія; Росія — Дагестан. Західна Азія: Іран; Ірак; Ізраїль; Йорданія; Ліван; Сирія; Туреччина. Європа: Україна; Австрія; Бельгія; Чехія; Німеччина; Угорщина; Нідерланди; Польща; Словаччина; Швейцарія; Данія; Фінляндія; Ірландія; Швеція; Велика Британія; Албанія; Боснія і Герцеговина; Болгарія; Хорватія; Греція; Італія; Македонія; Чорногорія; Румунія; Сербія; Словенія; Франція; Португалія; Іспанія. 
Натуралізований: ПАР; Австралія; Нова Зеландія. Норвегія; Канада; США; Чилі.

## Галерея

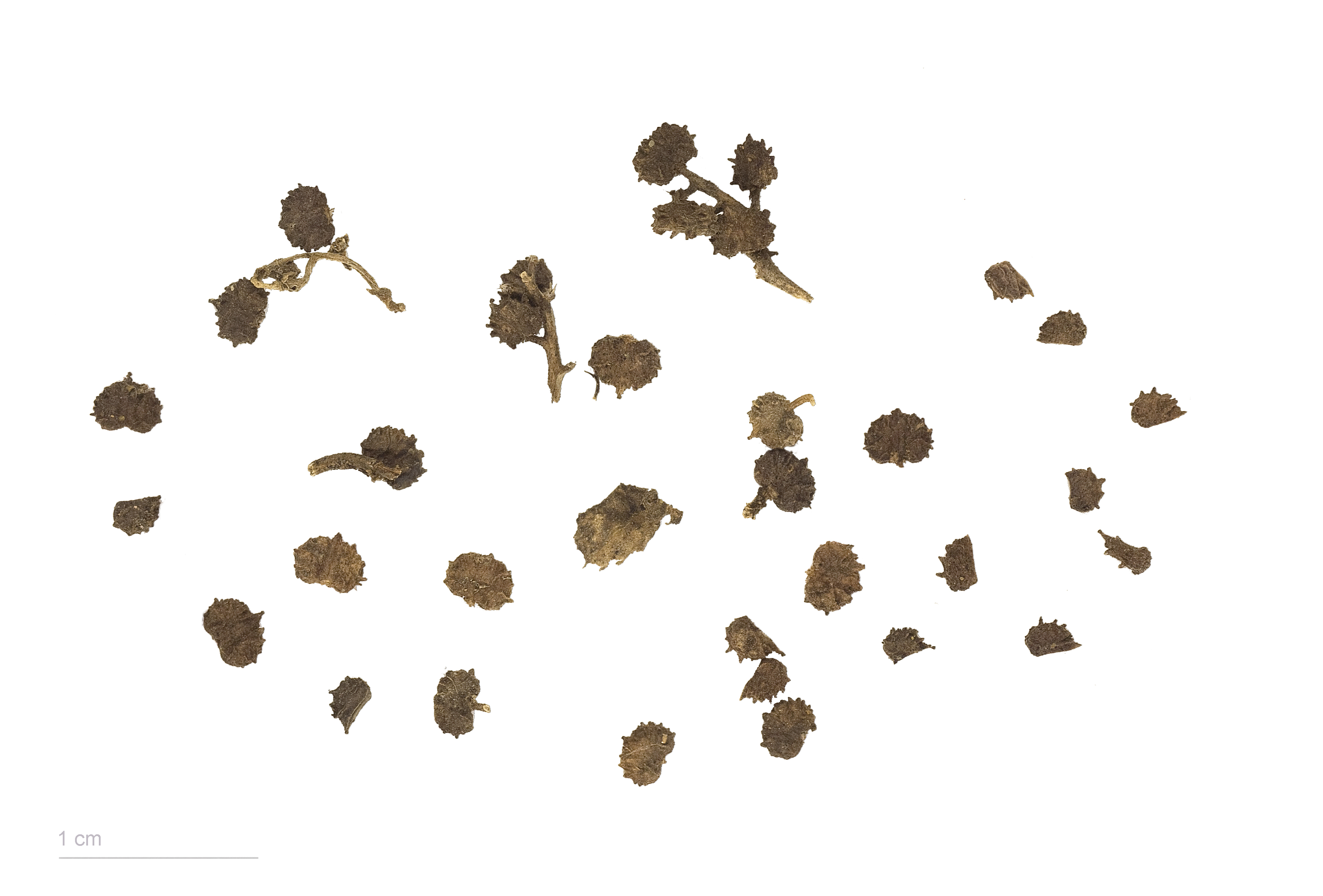
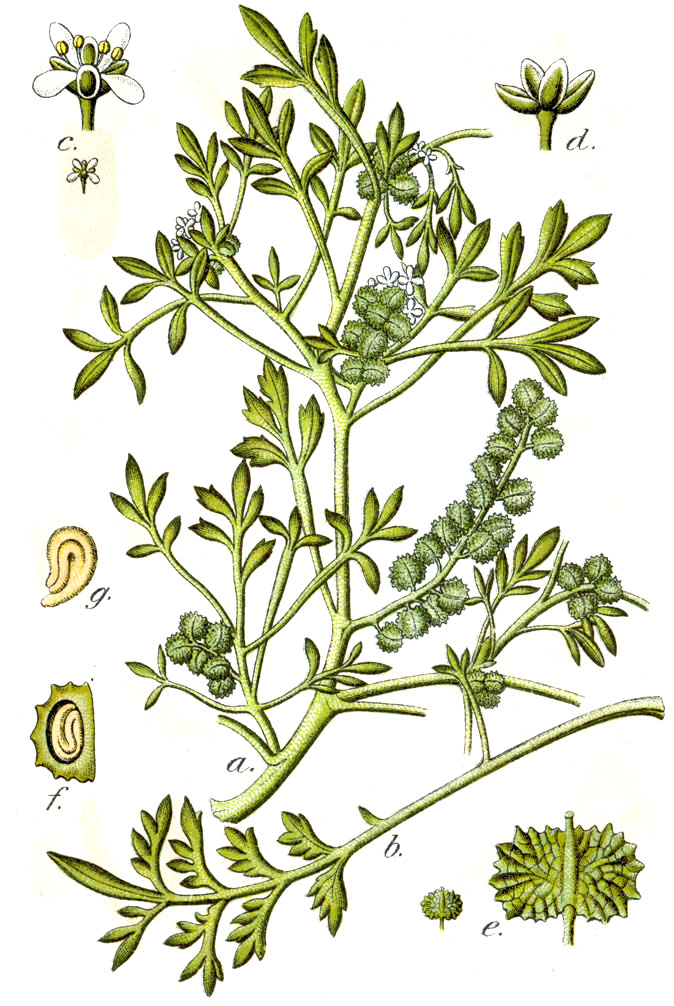